# Hélton Dos Reis
Hélton Dos Reis (Lione, 1º maggio 1988) è un ex calciatore francese, di ruolo difensore.

## Biografia
Nato a Lione in Francia, ma è di origini capoverdiane.

## Carriera

### Club
Comincia la carriera nel Gueugnon, collezionando 12 presenze ed una rete in Ligue 2. Nel 2008 passa al Saint-Étienne: dopo la prima stagione con la seconda squadra, nella stagione 2009-2010 gioca 4 partite in Ligue 1. Nel 2010-2011 gioca in seconda serie con il Grenoble, disputando 29 partite con un gol all'attivo.
Nel 2011 si trasferisce a Cipro, giocando 5 partite nella massima serie con l'Apollōn Limassol.